# Ostrinotes tarena
Ostrinotes tarena is een vlinder uit de familie van de Lycaenidae. De wetenschappelijke naam van de soort werd als Thecla tarena in 1874 gepubliceerd door William Chapman Hewitson.

## Synoniemen
- Thecla ostrinus Druce, 1907